# Gonzaga callipterus
Gonzaga callipterus is een insect uit de familie van de gaasvliegen (Chrysopidae), die tot de orde netvleugeligen (Neuroptera) behoort. 
Gonzaga callipterus is voor het eerst wetenschappelijk beschreven door Banks in 1944.